# Sigara dolabra
Sigara dolabra är en insektsart som beskrevs av Hungerford och Sailer 1943. Sigara dolabra ingår i släktet Sigara och familjen buksimmare. Inga underarter finns listade i Catalogue of Life.